# Söderköpings bokhandel
Söderköpings bokhandel är en bokhandel i Söderköping. Bokhandeln, vars datum för grundande brukar anges som 1815, anges ofta vara den äldsta ännu existerande bokhandeln i Sverige. Bokhandeln ligger på Storgatan 7 i Söderköping.

## Historik
Under tidigt 1800-tal började Söderköpings dåvarande borgmästare tillika postmästare Sven Matthias Theodor Cederborg att sälja böcker i sin pappershandel på Storgatan. Under de första åren var bokhandeln även knuten till ett tryckeri. Det är osäkert exakt vilket datum eller årtal som han började sälja böcker, men det hus vari han inledningsvis sålde sina böcker uppfördes av honom 1815. Lokalhistorikern Ola Lönnqvist har anfört att Cederborg ska ha sålt böcker redan 1812, men att det nuvarande huset uppfördes först 1830, även om den tidigare bokhandeln låg på samma adress. Det är således en definitionsfråga, om när exakt bokhandeln uppstod, och vad det närmare exakt innebär att ha varit i samma lokal.
Sonen Philip Wilhelm Cederborg, även han postmästare, tog efter sin fader över bokhandeln, och drev den i närapå 30 år. Den gick då under namnet PW Cederborgs Bokhandel. Detta namn behölls då M W Wallbergs Bokhandel i Norrköping köpte upp bokhandeln 1876. Från 1883 och i sju år drevs bokaffären av Pehr Ludvig Bundy, följt av E K Kastensson. Därefter drev Mary och Georg Kalén bokhandeln i fyrtio år.

### Bokhandlare i Söderköping
Bokhandlarna i Söderköping har varit enligt följande:
- 1815 - 1848 Sven Matthias Theodor Cederborg (1785 – 1849)
- 1848 - 1876 Philip Wilhelm Cederborg (1817 – 1892)

- 1876 - 1883 M W Wallbergs Bokhandel i Norrköping

- 1883 - 1890 Pehr Ludvig Bundy (1841 – 1911)

- 1890 - 1916 Erik Kasten Kastensson (1845 – 1932)

- 1916 - 1956 Mary Kalén (1888 – 1973) och Georg Kalén (1884 – 1971)

- 1956 - 1993 Inga-May Quist (1923 – 2007) och Gunnar Quist  (1920 – 2000)

- 1993 - 2002 Carina Löfving Lundin och Torgny Lundin (*1968 resp * 1967)

- 2002 - 2008 Anna Schönbeck (*1966)

- 2008 - 2013 Lena Tyllander (*1951) och Bror-Inge Tyllander (* 1951)

- 2013 - Louise Malmström (1972) och Anders Karlin (* 1966)

## Den nuvarande bokhandeln
Sedan december 2013 drivs bokhandeln av Anders Karlin och Louise Malmström, tidigare riksdagsledamot för Socialdemokraterna. Karlin har fått motta pris för sin bokhandlargärning, bland annat Stora Anita Linde-priset och Söderköpings kulturpris. Under deras tid som ägare har bokhandeln även utökats med ett antikvariat, som motsvarar omkring en femtedel av verksamheten. De slutade även med kontors- och presentvaror, för att enbart fokusera på böcker.